# Мідзунума Такасі
Такасі Мідзунума (яп. 水沼 貴史, нар. 28 травня 1960, Префектура Сайтама) — японський футболіст, що грав на позиції півзахисника. По завершенні ігрової кар'єри — футбольний тренер.
Виступав, зокрема, за клуб «Йокогама Ф. Марінос», а також національну збірну Японії.
Триразовий чемпіон Японії. 

## Клубна кар'єра
Народився 28 травня 1960 року. Вихованець футбольної команди університету Хосей.
У професійному футболі дебютував 1983 року виступами за команду клубу «Йокогама Ф. Марінос», кольори якої і захищав протягом усієї своєї кар'єри гравця, що тривала тринадцять років. За цей час тричі виборював титул чемпіона Японії.

## Виступи за збірні
1979 року залучався до складу молодіжної збірної Японії.
1984 року дебютував в офіційних матчах у складі національної збірної Японії. Протягом кар'єри у національній команді, яка тривала 6 років, провів у формі головної команди країни 32 матчі, забивши 7 голів.

### Статистика у збірній
| Японія | Японія | Японія |
| Рік    | Ігри   | Голи   |
| ------ | ------ | ------ |
| 1984   | 5      | 1      |
| 1985   | 8      | 3      |
| 1986   | 0      | 0      |
| 1987   | 8      | 2      |
| 1988   | 3      | 0      |
| 1989   | 8      | 1      |
| Усього | 32     | 7      |

## Кар'єра тренера
Розпочав тренерську кар'єру, повернувшись до футболу після тривалої перерви, протягом частини 2006 року очолював тренерський штаб клубу «Йокогама Ф. Марінос».

## Титули і досягнення
- Чемпіон Японії (3):

«Йокогама Ф. Марінос»:  1988-1989, 1989-1990, 1995